# Altfinnentrop
Altfinnentrop liegt im südlichen Sauerland und ist ein Ortsteil der Gemeinde Finnentrop im Kreis Olpe mit rund 150 Einwohnern.

## Ortslage
Altfinnentrop liegt im unteren Biggetal direkt an der Bigge, kurz vor dem Zusammenfluss mit der Lenne, zwischen Heggen und Finnentrop. Von der Landesstraße L 539 ist der alte Dorfkern mit der Matthiaskapelle gut zu sehen.

## Geschichte
Altfinnentrop hieß bis 1912 Finnentrop und stellt den namentlichen Ursprung des heutigen Hauptorts der Gemeinde dar. Die erste urkundliche Nennung Finnentrops datiert auf das Jahr 1266, in der ein Ritter Symon de Vinninctorpe in Zusammenhang mit einem Tauschgeschäft erwähnt wird. Weitere Schreibweisen des Ortsnamens waren unter anderem Vynnentrop, Vinnentrup, Vynnintorpe, Vinningtorpe oder Vinnincdorp. Seine Herkunft bzw. Bedeutung ist nicht zweifelsfrei geklärt. Zum einen wird eine Deutung des Wortteils Finne als Flurname für modrig-feuchte und moorige Gebiete vorgeschlagen, zum anderen könnte der Name auf altbesiedeltes Land vor der karolingischen Eingliederung hinweisen und als Weiden- bzw. Wiesenhof übersetzt werden. Die Endung „trop“ leitet sich aus „trop“ oder „torp“ für „Dorf“ ab und ist ein gängiger Namensbestandteil nordrhein-westfälischer Siedlungen (z. B. Bottrop, Castrop). 1349, VII. 27. wurde das Gut in Finnentrop durch den Knappen Gyse von Vynnentrop mit Zustimmung seiner Frau Haseken und seiner Söhne Arnold und Symon an den Ritter Heidenrich zu Plettenbracht, Hunolds Sohn und seiner Frau Lutgard verkauft, dessen Familie das Gut bis ca. 1402 bewohnte und schließlich zur landwirtschaftlichen Nutzung verpachtete. Von dem mittelalterlichen Adelssitz sind heute nur noch Reste des Gräftenrings erhalten.
Das Urkataster von 1831 skizziert für dieses Jahr 2 Höfe in (Alt-)Finnentrop – zu dieser Zeit umfasste der Ort rund 20 Einwohner. Zwei seichte Stellen im Wasser dienten als Furt zur Überquerung der beiden Flüsse. Nach dem Bau der Provinzialstraße 1841 besserten sich die Wegeverhältnisse, und am anderen Biggeufer entstanden neue Häuser sowie eine Gastwirtschaft (Lindenbaum). Im Zuge des Baus der Ruhr-Sieg-Strecke von 1858 bis 1861 entstand der am Ort Neubrücke gelegene Bahnhof Finnentrop. Durch die steigende wirtschaftliche Bedeutung wuchsen die Ortschaften Habbecke, Neubrücke und Bahnhof Finnentrop zusammen und wurden am 13. Juli 1908 unter dem Namen Finnentrop zusammengeschlossen. Das ursprüngliche Finnentrop wurde daraufhin vier Jahre später in Altfinnentrop umbenannt.
Bis zur Neugliederung des Landkreises Olpe im Jahre 1969 gehörte Altfinnentrop zur Gemeinde Helden, nach der kommunalen Neugliederung zur neu entstandenen Gemeinde Finnentrop.

## Kapelle

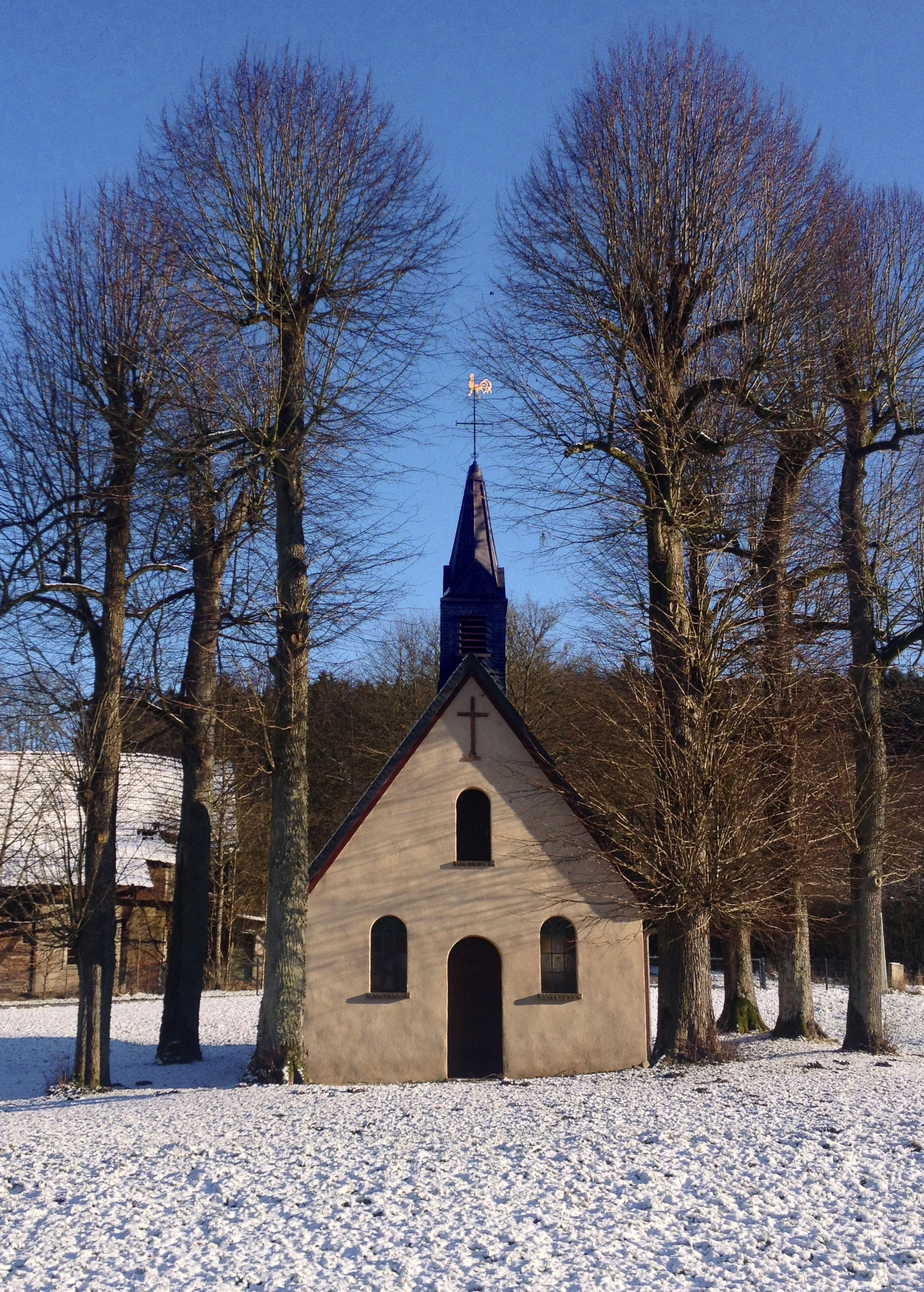
Matthiaskapelle im Winter, 2014

Erste urkundliche Erwähnungen einer Kapelle und eines Kirchhofs reichen bis ins Jahr 1383, IX. 6. zurück. Lukard (Lutgard) Witwe des Ritters Heidenrich von Plettenberg gen. von Finnentrop, Heidenrich und Enneram, ihre Söhne, überweisen, nachdem mit Zustimmung des Heldener Pfarrers Rotgher zu Finnentrop auf ihrem Gut eine Kapelle mit einem Kirchhof angelegt war und der jetzige Pfarrer Peter von Westerholt sich mit ihm verglichen hat, der erwähnten Kapelle "für eyne wedeme" in dieser Verschreibung drei Schilling und drei Hühner jährlich, fällig Martini, aus ihren drei Gütern in Finnentrop. Laut einem Eintrag von 1652 war die Kapelle zu dieser Zeit der Hl. Katharina geweiht, 1737 (bis heute) bereits dem Hl. Matthias. Durch mehrfache Instandsetzung weist die Kapelle drei verschiedene Baustile auf. Sie besaß bis 1940 ein Strohdach. Letzte Renovierungsarbeiten wurden 2009/2010 vorgenommen.